# Ove Ljung
Per Ove Paul Ljung, född 18 maj 1918 i Jönköpings församling i Jönköpings län, död 31 maj 1997 i Råsunda församling i Stockholms län, var en svensk officer och generaldirektör.

## Biografi
Ljung avlade studentexamen 1937 och blev samma år officersaspirant vid Jönköpings-Kalmar regemente. Han tillhörde en officerskurs som på grund av det alltmer hotande världspolitiska läget fick sin utbildning avsevärt förkortad för att kunna gå ut på trupp och förstärka den svaga beredskapen. Han avlade officersexamen vid Krigsskolan 1940 och utnämndes samma år till fänrik vid Jönköpings-Kalmar regemente, där han befordrades till löjtnant 1942. Han studerade vid Krigshögskolan 1946–1948 och utnämndes till kapten vid Norra Smålands regemente 1948, varefter han inträdde i Generalstabskåren 1950. Han var 1949–1953 lärare vid Artilleri- och ingenjörhögskolan (1951 namnändrad till Artilleri- och ingenjörofficersskolan): i krigskonst (strategi) 1949–1951 och i krigskonst (taktik) 1951–1953.
Ljung tjänstgjorde vid Norra skånska infanteriregementet 1955–1957, utnämndes till major i Generalstabskåren 1957 och var stabschef vid staben i I. militärområdet 1957–1960, varefter han var chef för Organisationsavdelningen i Arméstaben 1960–1963. Han befordrades till överstelöjtnant 1961 och till överste 1963, varefter han var chef för Sektion I i Arméstaben 1963–1964. Åren 1964–1966 var han sekundchef vid Livregementets grenadjärer, varefter han var befordrades till generalmajor och var chef för Arméstaben från och med den 1 april 1966 till och med den 30 juni 1968, dock tjänstledig från och med den 1 oktober 1966. Han var tillförordnad generalfälttygmästare och tillförordnad chef för Arméförvaltningen från och med den 1 oktober 1966 till och med myndighetens nedläggning den 30 juni 1968. I egenskap av chef för Arméförvaltningen var han samtidigt ledamot av Försvarets förvaltningsdirektion. Därefter var han chef för Armématerielförvaltningen vid Försvarets materielverk 1968–1969. År 1969 befordrades han till generallöjtnant, varpå han var militärbefälhavare för Östra militärområdet och överkommendant i Stockholm 1969–1974 och inträdde i reserven 1974. Åren 1974–1982 var Ljung generaldirektör och chef för Försvarets materielverk.
Han var även ledamot av styrelsen för Försvarets forskningsanstalt 1966–1968, varefter han var ordförande i Försvarets centrala företagsnämnd 1968–1974. Han var ledamot av Sällskapet Iduns nämnd 1968–1990 (varav ordförande 1981–1990), ledamot av Statsförvaltningens centrala samarbetsråd för personalfrågor 1969–1974, vice ordförande i styrelsen för Överstyrelsen för ekonomiskt försvar 1975–1977 och hade styrelse- och konsultuppdrag inom näringslivet och offentliga sektorn.
Ljung invaldes som ledamot av Kungliga Krigsvetenskapsakademien 1964 och var akademiens styresman 1975–1977. Han invaldes vidare som hedersledamot av Kungliga Örlogsmannasällskapet 1975 och som ledamot av Kungliga Ingenjörsvetenskapsakademien 1979.
Ljung var son till kamrer Per Ljung och Martha Jensen. Han gifte sig 1942 med farmacie kandidat Inga-Maj Sjöholm (1918–2004), dotter till direktör Ture Sjöholm och Gerda von Porat. Makarna Ljung är begravda på Hults kyrkogård.

## Utmärkelser
- Riddare av Svärdsorden, 1958.[16]
- Kommendör av Svärdsorden, 6 juni 1966.[17]
- Kommendör med stora korset av Svärdsorden, 6 juni 1973.[18]